# Chalil Baszir
Chalil Baszir, Khalil Beschir (arab. خليل بشير, ur 18 czerwca 1982) – libański kierowca wyścigowy.

## Kariera
Baszir rozpoczął karierę w międzynarodowych wyścigach samochodowych w 2004 roku od startów w Formula X European Endurance Series oraz w Belgijskiej Formule Renault 1.6. Z dorobkiem odpowiednio trzech i szesnastu punktów został sklasyfikowany odpowiednio na 27 i 20 pozycji w końcowej klasyfikacji kierowców. W późniejszym okresie Libańczyk pojawiał się także w stawce 3000 Pro Series, Włoskiej Formuły 3, A1 Grand Prix oraz Europejskiego Pucharu Formuły Renault 2.0.